# Blanka Danilewicz
Blanka Danilewicz, właśc. Blandyna Marcelina Danilewicz-Lipowska (ur. 2 czerwca 1937 w Warszawie, zm. 12 kwietnia 2021 tamże) – polska dziennikarka, reporter telewizyjny, filmowiec.

## Życiorys
Córka Witolda. Była absolwentką Wydziału Reżyserii PWSFTviT w Łodzi (dyplom uzyskała w 1979). Wyreżyserowała i opracowała scenariusz m.in. filmu dokumentalnego Urodzona, za który otrzymała kilka nagród indywidualnych. Kierowała redakcją programu Ekspres Reporterów oraz działem reportażu TVP2.
Pochowana na cmentarzu komunalnym Północnym na Wólce Węglowej.

## Odznaczenia i wyróżnienia
- 2000: Złoty Krzyż Zasługi[2]
- 1976: wyróżnienie na Międzynarodowym Festiwalu Filmów Katolickich w Niepokalanowie za film Urodzona[4]
- 1976: Prix Italia w kategorii dokument telewizyjny za film Urodzona[4][5]
- 1989: Grand Prix „Złoty Lajkonik” na Krakowskim Festiwalu Filmowym za film Urodzona[4]